# Klučecký potok
Klučecký potok je malý vodní tok na rozhraní tří geomorfologických celků v okrese Louny. Je dlouhý 12,3 km, plocha jeho povodí měří 46,2 km² a průměrný průtok v ústí je 0,15 m³/s. Správcem toku je státní podnik Povodí Ohře.

## Průběh toku
Potok pramení ve Džbánu východně od Nečemic na katastrálním území Třeskonice v nadmořské výšce 375 metrů. Prvních 500 m koryta je v mapách vyznačeno jako občasný vodní tok. Potok teče nejprve na východ. Ještě před Nečemicemi opouští Džbán a vtéká do Rakovnické pahorkatiny. Pod Nečemicemi se obrací na severozápad a na levém břehu míjí Lhotu. Severně od samoty Tasov vtéká do Mostecké pánve a dále teče několika velkými oblouky k severu. Protéká Klučkem a jihozápadně od Dobříčan se v nadmořské výšce 205 metrů vlévá zprava do Blšanky. Jediným pojmenovaným přítokem Klučeckého potoka je Sádecký potok, který se do něj vlévá zleva ve Lhotě.
V roce 1743 se potok natolik rozvodnil, že voda v Klučku přetékala přes most a strhla koňský povoz.